# Raoul Prandi
Raoul Prandi (* 16. August 1969 in Paris) ist ein ehemaliger französischer Handballspieler.

## Karriere

### Verein
Raoul Prandi lernte das Handballspielen in seiner Heimatstadt bei AS Police Paris und AS Saint-Mandé. Ab 1989 stand er im Kader des französischen Erstligisten US Ivry HB, mit dem er 1995/96 das Finale in der Coupe de France erreichte sowie 1996/97 diesen Pokal und die französische Meisterschaft gewann. Im Europapokal der Pokalsieger 1996/97 kam Ivry bis ins Halbfinale. Während der Saison 1997/98 wechselte der 1,89 m große Rückraumspieler in die deutsche Bundesliga zum LTV Wuppertal. Am Saisonende kehrte er nach Frankreich zurück und lief für Istres Sports auf. Im Sommer 2000 sollte Prandi ursprünglich zu Livry-Gargan Handball wechseln. Nachdem der Verein auf Grund finanzieller Probleme in die dritte Liga versetzt worden war, unterschrieb er im Oktober 2000 erneut in Wuppertal. Im ersten Training zog er sich einen Kreuzbandriss zu. Nach dem Abstieg Wuppertals lief er ab 2001 doch noch für Livry-Gargan, das juristisch in die erste Liga zurückgekehrt war, auf. Nach dem Abstieg 2002 spielte er zunächst ein Jahr für seinen Jugendverein AS Saint-Mandé, bevor er die letzten Jahre für Mainviliers-Chartres HB aktiv war. Mit Chartres stieg er von der vierten bis in die zweite Liga auf.

### Nationalmannschaft
Mit der französischen Nationalmannschaft belegte Prandi den siebten Platz bei der Europameisterschaft 1996, bei der er 24 Tore in fünf Partien erzielte. Mit Frankreich erreichte er im selben Jahr den vierten Platz bei den Olympischen Spielen. In Atlanta warf er 20 Tore in sechs Spielen. Zwischen 1996 und 1997 bestritt er 39 Länderspiele.

## Privates
Mit der ehemaligen französischen Handballnationalspielerin Mézuela Servier hat er einen Sohn, Elohim Prandi, der ebenfalls Nationalspieler ist.